# Семеро против Фив
«Се́меро про́тив Фив» (греч. Ἑπτὰ ἐπὶ Θήβας) — один из классических сюжетов древнегреческой мифологии, легендарное противостояние фиванских престолонаследников, братьев Этеокла и Полиника, чьим отцом был сам многострадальный Эдип. Поход семи героев против Фив, где они хотели восстановить на троне Полиника, свергнув его брата Этеокла. За исключением Адраста из Аргоса, все они погибли, однако за них отомстили их сыновья и наследники — эпигоны.

## Эпос
Семь легендарных вождей аргосского войска возглавили штурм семи врат Фив, города в Беотии. После добровольного ухода Эдипа из Фив было решено, что его сыновья Этеокл и Полиник будут править там попеременно. Однако после первого года Этеокл отказался уступить престол своему брату, изгнав его из города. Древнегреческий логограф Гелланик Митиленский, современник Геродота, утверждал, что в конечном итоге братья договорились, что один из них уступит трон другому в обмен на ценное имущество, после чего Полиник сам взял мантию и ожерелье Гармонии, добровольно удалившись из Фив. Так это, или иначе, но в конечном итоге Полиник собрал в Аргосе армию и напал на Фивы. В последующей битве братья убили друг друга, а аргосская армия была разгромлена. 
С большими подробностями об этом было рассказано в двух киклических поэмах, «Фиваиде» и «Эпигонах», но от них дошли до нас лишь незначительные отрывки. Наиболее полными, дошедшими до наших дней сочинениями на эту тему являются трагедия Эсхила «Семеро против Фив» (467 г. до н. э.), трагедия Софокла «Антигона» (442 г. до н. э.), трагедия Еврипида «Финикиянки» (410 г. до н. э.) и поэма латинского писателя Публия Папиния Стация «Фиваида», написанная в I веке н. э. Позднейшие античные мифографы, включая Диодора Сицилийского, Аполлодора и Гигина, сообщают о походе Семерых на Фивы довольно кратко и зачастую противоречат друг другу. 

### Сюжет
Братоубийственную войну из-за власти над Фивами накликал на своих сыновей Эдип, прокляв их за ослушание и непочтительность. По версии Диодора, стыдившиеся нечестия своего отца братья заключили между собой договор, чтобы каждый год чередоваться в управлении фиванским царством; причём один на время правления другого был обязан покинуть родину. Однако Этеокл нарушил соглашение, и Полиник бежал в Аргос, к царю Адрасту, который выдал за него свою дочь Аргию. Согласно Н. А. Куну, Адраст выдал за Полиника дочь Деипилу, обещав передать ему в наследство царство и согласился идти вместе с ним войной на Фивы. Гигин же утверждает, что Деипила стала женой Тидея, сына Ойнея Калидонского, пришедшего в Фивы вместе с Полиником, и родила ему сына Диомеда, прославившегося в Троянской войне. 
Несмотря на то, что аргивский прорицатель Амфиарай, за которого Адраст выдал свою сестру Эрифилу, предсказывал несчастный исход войны для всех вождей, кроме шурина, война была предпринята. Причём сам Амфиарай, укрывшийся было в своём доме, но выданный аргивянам Эрифилой, которую Полиник подкупил вышеназванным золотым ожерельем, принадлежавшим его супруге Аргии (по другим данным, её подкупила или сама Аргия, или брат Адраст), был также вынужден принять в ней участие, прекрасно зная, что сложит в походе свою голову. 
Имена других вождей похода варьируются в различных источниках, в зависимости от того, выводят ли они Адраста в качестве предводителя, или же включают его в число семи вождей. По Еврипиду («Финикиянки»), «Библиотеке» Аполлодора, Гигину и Павсанию, остальные отряды возглавляли: Тидей из Калидона; Капаней и Гиппомедонт из Аргоса, а также аркадянин Партенопей. Софокл в «Эдипе в Колоне» называет, вместо Адраста, Этеокла (греч. Ἐτέοκλας), которого не следует смешивать с братом Полиника (греч. Ἐτέοκλης). Согласно Софоклу, во главе сборного войска стоял Полиник, а не Адраст. Аполлодор также называет среди семи брата Адраста Мекистея. По схолиям к Клименту Александрийскому (ссылка на «Гипсипилу» Еврипида), Адраст и Полиник вообще не входили в число предводителей. Павсаний в своём «Описании Эллады» утверждает, что в древности вождей похода на Фивы насчитывалось намного больше, и лишь Эсхил впервые выделил из них семерых, также не включив в их число Адраста.
На пути к Фивам войско остановилось у Немеи в поисках воды, но все источники скрыли от него нимфы по повелению бога Диониса. Лишь рабыня местного царя Ликурга Гипсипила, нянчившая его сына Офельта, согласилась указать им родник в лесу. В отместку за это разгневанные боги натравили на младенца огромного змея, задушившего юного царевича, что сочтено было Амфиараем дурным предзнаменованием. В память о погибшем царевиче Адраст учредил Немейские игры. 
По прибытии к стенам Фив герои послали для переговоров Тидея, вызвавшего на поединок всех гостей, пировавших во дворце фиванского царя Этеокла. На обратном пути на Тидея напали из засады 50 сильнейших фиванцев, но он легко победил их всех. Затем аргивяне подступили к стенам города, причём каждый из их вождей встал со своим отрядом напротив одного из семи ворот. Согласно Эсхилу, они выбрали их себе для штурма согласно брошенному жребию. Аполлодор сообщает, что Адраст выстроился напротив Гомолоидских ворот, Капаней — напротив Огигийских, Амфиарай — у Пройтидских, Гиппомедонт — у ворот Афины Онки, Полиник — у Гипсистанских, или Высочайших, Партенопей — у ворот Электры, а Тидей — у Кренидских. По Эсхилу, Пройтидские ворота штурмовал Тидей, Онкийские — Гиппомедонт, Гомолоидские — Амфиарай, а ворота Электры — Капаней. Этеокл же, сын Ифия, стоял напротив ворот Несты, а Партенопей — напротив ворот Борея, или Северных. Сделавшие вылазку фиванцы были разбиты и укрылись за стенами, но когда осаждавшие попытались взобраться на стены, разгневанный Зевс поразил своей молнией Капанея, и тот рухнул с лестницы. 
Согласно поэту VI в. до н. э. Мимнерму, во время осады Тидей по внушению богини Афины умертвил дочь Эдипа Исмену, вступившую в связь с бежавшим из Аргоса прорицателем Теоклименом, когда она ждала своего возлюбленного у источника, названного в честь этого события источником Исмены. 
Прорицатель Тиресий предсказал фиванцам победу при том условии, что в жертву богам принесёт себя кто-нибудь из рода Спартов. Услышав это, юный сын Креонта Менекей бросился с городской стены в расселину, в которой жил дракон Ареса. Поэтому, невзирая на отвагу семерых предводителей, осада города закончилась для них разгромом и гибелью, и спастись удалось одному лишь Адрасту, которого вынес его быстроногий крылатый конь Арион. Ожесточение в схватках было такое, что Тидей, сразив смертельно ранившего его фиванца Меланиппа, схватил его голову, отрубленную подбежавшим Амфиараем, и, расколов череп, выпил из него мозг. Покровительствовавшая Тидею богиня Афина, увидев этот бесчестный поступок, отвернулась от героя, вылив на землю выпрошенный для него у Зевса эликсир бессмертия. 
В конечном итоге, по решению обоих поредевших воинств, Этеокл и Полиник сошлись в финальном поединке и убили друг друга, в соответствии с проклятьем своего отца Эдипа. Еврипид приводит подробности, согласно которым Этеоклу удалось с помощью фессалийского приёма, припав на левую ногу, смертельно ранить Полиника в живот ударом из-под щита, однако собравшийся с силами Полиник в последний момент пронзил мечом грудь торжествующего брата. Благочестивому Амфиараю боги не позволили погибнуть от меча, и разверзшаяся земля поглотила его вместе с боевой колесницей. Причиной поражения семерых героев большинство античных авторов называет месть богов.
По Аполлодору, воцарившийся в Фивах Креонт приказал оставить тела аргивян непогребёнными, и когда сестра Полиника Антигона посмела его ослушаться, повелел похоронить заживо её саму. Согласно Софоклу, он поручил казнь собственному сыну Гемону, но тот обманул отца, обручившись с Антигоной, которая родила ему сына. Этот сын, возмужав, отправился в Фивы, где Креонт узнал его и умертвил, после чего Гемон с Антигоной наложили на себя руки. Аполлодор сообщает также, что чудом спасшийся Адраст отправился в Афины, где припал к алтарю Милосердия, положив на него ветвь молящего о защите и умоляя богов дозволить погребение убитых аргосцев. После чего сами афиняне во главе с Тесеем отправились походом на Фивы, вынудив их правителя передать родственникам тела павших.
Спустя десять лет сыновья погибших вождей, эпигоны, предприняли новый поход на Фивы, разграбив их и отомстив за своих отцов. Как сообщает Диодор, по воле бога Аполлона, возвещённой оракулом, войско возглавил Алкмеон, сын Амфиарая. В отместку за гибель отца он умертвил свою мать Эрифилу, несмотря на то, что она поддержала новый поход. Известны имена остальных эпигонов: Эгиалей, сын Адраста, Диомед, сын Тидея, Ферсандр, сын Полиника, Промах, сын Партенопея, Сфенел, сын Капанея, Полидор, сын Гиппомедонта и Эвриал, сын Мекистея. Гигин называет сына Партенопея Тлесименом. Павсаний добавляет к числу предводителей братьев Ферсандра Адраста и Тимея, сыновей Полиника, и брата Алкмеона Амфилоха, сына Амфиарая, а также сообщает, что в Фивах в это время правил Лаодамант, сын Этеокла, сразивший в поединке Эгиалея, но проигравший аргосцам сражение. А по словам Аполлодора, и сам павший от руки Алкмеона. Потерявший сына престарелый Адраст по возвращении умер от горя в Мегарах.
Фиванцы были побеждены, но во время начавшихся переговоров им удалось с жёнами и детьми тайком покинуть город. Они отправились на север, в Фессалию, и поселились в Гестиотиде. По версии Диодора Сицилийского, пристанищем беглецов стал Тилфоссей в Беотии, куда их направил прорицатель Тиресий, вскоре там умерший. По словам Павсания, фиванцы направились в Иллирию, захватившие же город эпигоны передали его сыну Полиника Ферсандру, который позже прославился под стенами Трои. Впоследствии, как рассказывает Диодор, фиванцы победили дорийцев, заняв часть их страны, а часть их вернулась в Фивы во главе с царём Креонтом, сыном Менекея.

### Историческая основа
Согласно хронологической таблице на Паросском мраморе, составленной в 264 г. до н. э., поход Семерых на Фивы имел место в 1251/1250 году до н. э., за 33 года до похода греков против Трои. На основании хроники Евсевия-Иеронима, источником которой в ранней части послужил труд хронографа Кастора (I в. до н. э.), который, в свою очередь, опирался на «Хронографию» Эратосфена, эта война датируется примерно 1234 годом до н. э., спустя поколение после похода аргонавтов. Соответственно военная экспедиция эпигонов датируется 1197 годом до н. э.
В основе мифологического сюжета, возможно, лежат реальные события, связанные с военным соперничеством микенских ахейцев Арголиды с родственным им населением Беотии, о чём свидетельствуют найденные археологами следы разрушений в царском дворце Фив (Кадмеи). Британский микенолог Уильям Тейлор датировал их началом XIV века до н. э., отмечая, что вскоре после этого город был заселён и восстановлен, о чём свидетельствует множество располагавшихся вокруг него гробниц позднего микенского периода, и отказывая на этом основании в достоверности античным мифам. Однако известный поэт и исследователь греческой мифологии Роберт Грейвс считал вполне возможным, что междоусобные войны, отразившиеся в преданиях о походе Семерых и эпигонов, происходили именно в XIV веке до н. э., задолго до плавания аргонавтов и Троянской войны.
В то же время, обращает на себя внимание тот факт, что в гомеровском «каталоге кораблей» Фивы вовсе не упоминаются, а остальные 28 беотийских городов снаряжают, в общей сложности, всего лишь 50 судов. Следовательно, описываемые события действительно могли происходить незадолго до похода греков на Трою, когда вся Беотия была сильно разорена войной и находилась в упадке.
Археологические исследования микенских городов показывают, что практически все они имели не более двух-трёх входных ворот. Вероятно, Фивы имели необычайно развитую по тем временам систему фортификаций, включавшую предстенные укрепления с дополнительными воротами.

## Литературное наследие
Миф лёг в основу трагедий Эсхила «Семеро против Фив», «Немея», «Аргивяне, или Аргивянки» (фр. 16-17 Радт) и «Элевсиняне» (фр. 54а Радт), он использовался в трагедии Иона Хиосского «Аргивяне?/Аргивянки?», пьесе неизвестного автора «Семеро против Фив», комедиях Алексида и Амфиса «Семеро против Фив», а также комедии Аристофана и Страттида «Финикиянки», дошедшей до нас лишь в незначительных отрывках. Отдельные ссылки на сюжет похода встречаются в «Илиаде» Гомера, в частности, в ней упоминаются его участники Адраст, Полиник, Тидей и Капаней.
Существовали киклическая поэма «Фиваида», поэтические «Фиваиды» Антимаха Колофонского, Антагора Родосского и Менелая, мелос Коринны «Семеро против Фив», поэма «Фиваида» римского поэта Публия Папиния Стация.
Афинские трагики охотно обрабатывали этот сюжет. Трагедии «Семеро против Фив» Эсхила, «Финикиянки» и «Просительницы» Еврипида изображают осаду Фив аргивским войском, братоубийственный поединок и обращение Адраста или аргивских женщин к афинскому царю Тесею за помощью против фиванцев, которые отказали в погребении павшим в битве героям. В «Эдипе в Колоне» Полиник является эпизодически: он тщетно молит отца оказать ему помощь против брата. В трагедии Эсхила много места занимает перечисление семи вождей, стоявших против семи ворот города, с характеристикой каждого из них и с описанием их боевых доспехов. На некоторое время война, подробное описание которой дано Еврипидом, была приостановлена единоборством братьев. Когда война возгорелась снова, фиванский прорицатель Тиресий возвестил, что победа фиванцев может быть куплена принесением в жертву Арею Менекея, сына тогдашнего правителя Фив Креонта. Вопреки увещаниям отца спастись от смерти бегством, Менекей лишил себя жизни над пропастью, в которой жил когда-то дракон, убитый Кадмом.
Погребение павших под стенами Фив аргивян, при содействии Тесея и афинского войска, описано у Еврипида в «Просительницах». В этой трагедии Евадна, супруга Капанея, добровольно обрекает себя на смерть, не будучи в состоянии пережить любимого мужа. Когда, после поражения аргивян, бежал вместе с ними и Амфиарай, Зевс принял его в лоно разверзшейся земли и даровал ему бессмертие. Десять лет спустя Адраст, избежавший гибели в первом походе, поднял на новую войну против Фив сыновей героев, павших под Фивами. Она получила название похода эпигонов.

## Позднейшие события
В 379 году до н. э. для восстановления прежнего порядка был предпринят поход на Фивы под предводительством изгнанников из города, после захвата в нем власти проспартанской олигархической группировкой. Семеро вождей похода, опираясь на поддержку Афин, восстановили демократию. Участниками этого похода он также именовался походом «Семерых вождей против Фив». Имена вождей сохранились в истории: Пелопид, Мелон, Мнасипп и его брат Десмот, Дамоклид, Ференик и Андроклид.